# Trudny dzień
Trudny dzień – piosenka i singel promocyjny Stanisławy Celińskiej z płyty Atramentowa... Suplement. Został wydany 26 października 2015 przez Agencję Muzyczną Polskiego Radia.

## Wykonawcy
- Stanisława Celińska – śpiew
- Kuba Frydrych – gitary, mandolina, ukulele
- Maciej Giżejewski – instrumenty perkusyjne
- Paweł Pełczyński – saksofon sopranowy
- Krzysztof Samela – kontrabas

## Notowania
- Lista Przebojów Trójki: 26[2]